# 영해 김씨
영해 김씨(寧海 金氏)는 경상북도 영덕군 영해면을 본관으로 하는 한국의 성씨이다.
시조 김억민(金億敏)은 신라 경순왕의 후손이며, 조선에서 병조정랑(兵曹正郞)과 영해부사(寧海府使)를 지냈다.

## 참고 자료
- “영해김씨(寧海金氏)”. 뿌리를 찾아서.[깨진 링크(과거 내용 찾기)]